# DDX43
Provável helicase de ARN DDX43 dependente de ATP é uma proteína que em humanos é codificada pelo gene DDX43.

## Funções
A proteína codificada por este gene é uma helicase de ARN dependente de ATP na família caixa de DEAD e exibe a expressão específica de tumor.